# Obagueta de Falset
L'Obagueta de Falset és una obaga del terme municipal de Castell de Mur, dins de l'antic terme de Mur, al Pallars Jussà. Es troba en territori de l'antic poble del Meüll.
Està situada al nord-oest del Mas de Falset, al sud-oest de l'Auberola, a la dreta del barranc del Coscó i al nord-oest dels Trossos de Falset. Queda a llevant de los Cassolets, ja en terme de Sant Esteve de la Sarga.